# Околия
Околия (болг. Околия) — бывшая административно-территориальная единица Болгарии, установленная в Тырновской конституции (ст. 3), принятой 16 апреля 1879 года.

## Восточная Румелия
14 апреля 1879 года специальная европейская комиссия, которая в соответствии со ст. 18 Берлинского трактата должна была разработать Органический устав Восточной Румелии, завершила свою работу и её члены подписали документ. После утверждения султаном он вступил в силу в качестве основного положения об устройстве провинции. В административном плане Восточная Румелия была поделена на 6 департаментов (округов) и 28 кантонов (околий).

### Первый проект
Законом от 29 ноября 1879 года об административном делении области 6 департаментов Восточной Румелии были разделены на 28 околий следующим образом:
- Татарпазарджиксий департамент с центром в городе Татар Пазарджик (ныне Пазарджик) – охватывал 5 околий:
  - Ихтиманскую
  - Копривштицкую
  - Татарпазарджикскую
  - Панагюрскую
  - Пештерскую
- Пловдивский департамент – охватывал 6 околий:
  - Пловдивскую
  - Овчехылмскую с центром в селе Голямо-Конаре (ныне город Сыединение)
  - Стрямскую с центром городе в Карлово
  - Сырненогорскую с центром в селе Абрашларе (ныне город Брезово)
  - Конушскую с центром в городе Станимака (ныне Асеновград)
  - Рупчосская с центром в городе Чепеларе
- Хасковский департамент – охватывал 4 околии:
  - Хаджиелесскую с центром в городе Хаджи-Елес (ныне город Первомай)
  - Кырджалийскую
  - Хасковскую
  - Харманлийскую
- Старозагорский департамент – охватывал 4 околии:
  - Старозагорскую
  - Чирпанскую
  - Казанлыкскую
  - Новозагорскую
- Сливенский департамент – охватывал 5 околий:
  - Каваклийскую с центром в городе Каваклии (ныне Тополовград)
  - Сливенскую
  - Котелскую
  - Ямболскую
  - Кызылагачскую с центром в селе Кызыл агач (ныне город Елхово)
- Бургасский департамент – охватывал 4 околии:
  - Бургасскую
  - Карнобатскую
  - Айтосскую
  - Ахнхиальскую с центром в городе Анхиало (ныне город Поморие)

Данный закон не был утверждён Высокой Портой.

### Второй проект
6 ноября 1880 года Областное собрание принимает другой закон, согласно которому Копривштенская околия упраздняется и учреждается Сейменская околия с центром в селе Сеймен (ныне город Симеоновград) в Старозагорском департаменте. В то же время некоторые населённые пункты перераспределяются из одной околии в другую. Новый закон также не получил султанскую санкцию, но тем не менее был принят Областным собранием.

## Княжество Болгария
16 апреля 1879 года в старой болгарской столице Тырново все 229 депутата Учредительного народного собрания подписывают первую конституцию Княжества Болгария, согласно которой административное устройство страны делится на окружия, околии и общины.
Решением кабинета премьер-министра Драгана Цанкова, утверждённым Указом № 317 князя Александра I Баттенберга от 26 июня 1880 года существовавшие в Княжестве 21 окружия разделяются на 58 околий, соответственно.
- Софийское окружие – охватывало 5 околий с центрами:
  - гр. София
  - гр. Златица
  - гр. Самоков
  - с. Искрец
  - с. Новоселци (ныне город Елин-Пелин)
- Орханийское окружие – охватывало 2 околии с центрами:
  - гр. Орхание (ныне Ботевград)
  - гр. Тетевен
- Трынское окружие – охватывало 3 околии с центрами:
  - гр. Цариброд (ныне город Димитровград, Сербия)
  - гр. Трын
  - гр. Брезник
- Кюстендильское окружие – охватывало 4 околии с центрами:
  - гр. Радомир
  - гр. Кюстендил
  - гр. Дупница
  - с. Извор (ныне в общине Босилеград, Сербия)
- Варненское окружие – охватывало 3 околии с центрами:
  - гр. Варна
  - гр. Хаджиоглу-Пазарджик (ныне Добрич)
  - гр. Балчик
- Провадийское окружие – охватывало 2 околии с центрами:
  - гр. Провадия
  - с. Ново-Село (ныне город Дылгопол)
- Шуменское окружие – охватывало 3 околии с центрами:
  - гр. Шумен
  - гр. Нови-Пазар
  - гр. Преслав (ныне Велики-Преслав)
- Ескиджумайское окружие – охватывало 2 околии с центрами:
  - гр. Ески-Джумая (ныне Тырговиште)
  - гр. Осман-Пазар (ныне Омуртаг)
- Разградское окружие – охватывало 3 околии с центрами:
  - гр. Разград
  - с. Голяма-Кокарджа (ныне село Голям-Поровец в общине Исперих)
  - с. Попово (город) (ныне город Попово)
- Силистренское окружие – охватывало 3 околии с центрами:
  - гр. Силистра
  - с. Хаскёй (ныне село Добротица в общине Ситово)
  - с. Базаурт [1]
- Русенское окружие – охватывало 4 околии с центрами:
  - с. Балбунар (ныне город Кубрат)
  - гр. Тутракан
  - гр. Русе
  - с. Бяла (ныне город Бяла)
- Тырновское окружие – охватывало 6 околий с центрами:
  - гр. Тырново (ныне Велико-Тырново)
  - гр. Елена
  - с. Кесарево (ныне в общине Стражица),
  - с. Куцина (ныне в общине Полски-Трымбеш)
  - гр. Сухиндол
  - гр. Трявна
- Свиштовское окружие – охватывало одну околию с центром в городе Свиштов
- Севлиевское окружие – охватывало 2 околии с центрами:
  - гр. Габрово
  - гр. Севлиево
- Ловечское окружие – охватывало 3 околии с центрами:
  - гр. Ловеч
  - гр. Троян
  - гр. Дерманци (ныне село в общине Луковит)
- Плевенское окружие – охватывало 2 околии с центрами:
  - гр. Плевен
  - гр. Никопол
- Вратцкое окружие с центром в городе Вратца (ныне Враца) – охватывало 2 околии с центрами:
  - гр. Вратца (Враца)
  - с. Камено-Поле (ныне в общине Роман)
- Ореховское окружие – охватывало 2 околии с центрами:
  - гр. Орехово (ныне Оряхово)
  - гр. Бела-Слатина (ныне Бяла-Слатина)
- Берковское окружие – охватывало 2 околии с центрами:
  - с. Голяма-Кутловица (ныне город Монтана)
  - гр. Берковица
- Ломское окружие – охватывало одну околию с центром в городе Лом
- Видинское окружие – охватывало 3 околии с центрами:
  - гр. Видин
  - гр. Кула
  - гр. Белоградчик

В следующем году количество окружий в княжестве уменьшилось до 14, а в 1884 году были восстановлены 3 старые окружия.

## После Объединения
С 1885 по 1947 год околия являлась административно-территориальной единицей второго уровня после единиц первого уровня (окружия, округа и области). В 1947 году в Народной Республике Болгарии упраздняются все области и в качестве административно-территориальной единицы первого уровня становятся 102 околии, из которых 7 – городских (Софийская, Пловдивская, Старозагорская, Бургасская, Варненская, Русенская и Плевенская).
В 1959 году НРБ разделяется на 30 округов, а околии – городские и сельские (в общем количестве 117 околий) – упраздняются. В 1964 году Указом № 244 Президиума Народного собрания (обнародованным и вошедшим в силу одновременно с Законом об изменении Закона народных советов, обн., ДВ, н. 47 от 16 июня 1964) округи Пловдив-город и Варна-город упраздняются и до 1987 года количество округов в стране — 28.